# 日本SF作家クラブ
一般社団法人日本SF作家クラブ（にほんSFさっかクラブ、SFWJ : Science Fiction and Fantasy Writers of Japan）は、1963年発足の日本のSF作家・翻訳者や評論家、編集者による親睦団体であった。2017年8月24日に一般社団法人化した。
1963年の設立時の英名は、Japan SF Writers Association （略称JSFWA）でSF作家や科学ライターのための親睦会だったが、1999年の総会でアメリカSFファンタジー作家協会（略称SFWA）に倣って、英語表記に「Fantasy」を入れることを決定。以後、SF作家のみならず、ファンタジーや推理小説を主な活躍の舞台とする小説家も入会するようになった。
その初期から手塚治虫など漫画家にも門戸を開いており、いしかわじゅんや大友克洋や京極夏彦や神坂一らもかつてメンバーに名を連ねた（なお、2023年2月現在は、手塚以外の前記4名の全員が会員名簿に名前がない）。
1980年から「日本SF大賞」を主催している。かつて主催していた「日本SF新人賞」「日本SF評論賞」の2賞は休止。2021年から「日本SF作家クラブの小さな小説コンテスト」「日本SF作家クラブの小さなマンガコンテスト」、略して「さなコン」を主催。
小松左京、星新一、筒井康隆ら日本SF界の重鎮が所属している（いた）。

## 設立の経緯
1963年3月5日、新宿の台湾料理屋山珍居において、石川喬司・小松左京・川村哲郎（筆名、中上守）・斎藤守弘・斎藤伯好・半村良・福島正実・星新一・森優・光瀬龍・矢野徹の11人のSF関係者によって発足した。「日本SF作家クラブ」という名称は、江戸川乱歩が創設した推理作家による「日本探偵作家クラブ」（現・日本推理作家協会）がヒントになったものとみられる。なお、のちに「SF作家第一世代」の主要メンバーとしてみなされることになる眉村卓、筒井康隆は、関西在住ということもあってか、クラブの創設メンバーには含まれていない。この時の会合の様子は福島正実によってオープンリールに録音されている。
当時『SFマガジン』編集長だった福島正実の音頭取りによる設立で、福島が意図していたのは、純文学への対抗意識とプロによるSF界のリードだったと言われる。
発足当時の連絡事務所は『SFマガジン』を発行する早川書房に置き、実質的な会長は福島正実だったが、公的な代表として設置されていたのは事務局長で、初代事務局長は半村良、次いで大伴昌司、高斎正が歴任した。一説には、会員であるSF作家を国家に見立て、事務局長は国際連合事務総長を擬制したものであったという。福島死去後の1976年から会長の地位が設立され、初代会長には星新一が就任した。
「女性はOK」「小説家以外もOK」と門戸が広く、後に、漫画家や映像関係などヴィジュアル関連の人物が入会するのを見越した先見性があった。

## 活動内容
新幹線がなかった頃、関西方面に住んでいる会員を考慮して彼らの生活に支障がないように会合が開かれ、初期には毎月のように旅行した。1964年に宿泊先の雄琴温泉の旅館が作家とサッカーを聞き間違え、「歓迎 SFサッカークラブ様」と歓迎の札が掲げてあった笑い話は有名である（豊田有恒著『日本SF誕生』に当時の写真が掲載されている）。
見学旅行には東海村の原子力研究所へ行ったり、三鷹の国立天文台や、砧のNHK放送技術研究所を見学したり等、さまざまなところへよく出かけたため、初期の頃は「メダカの群れ」「金魚のフン」などと言われた。1970年には日本SFファングループ連合会議と共同で、米英ソなどからフレデリック・ポール、ブライアン・オールディス、アーサー・C・クラーク、ジュディス・メリルら作家を招き、東京・名古屋・京都で「国際SFシンポジウム」を主催した。
1973年の大伴昌司の死後、SF作家クラブでは、毎年、鎌倉霊園へ大伴の墓参りに行き、そのあと熱海へ一泊旅行するのが恒例だった。
1980年から日本SF大賞、1999年から日本SF新人賞（2009年をもって終了）、2006年から日本SF評論賞（2014年をもって終了）を主催。
その他の活動には、1970年には、会員の手塚治虫がアニメ映画『クレオパトラ』を製作した際に群集のシーンの声で参加。2000年にクラブが編者となった初単行本のアンソロジー『2001』を、2001年に早川書房から『SF入門』という共著書を出すなどの活動をしている。
2012年から、日本SF作家クラブ会員有志により運営されたネット・マガジン「SF Prologue Wave」が開始された。日本SF作家クラブ公認の同サイトについては、のちの2022.12.19更新の記事において、「これまで寄稿者は日本SF作家クラブ会員が原則でしたが、思い切って、その制約も取り払います」と記述されている。
2013年の「創立50周年」で「第2回国際SFシンポジウム」等の記念プロジェクトを実施。また、同年、筒井康隆らベテラン会員10数名が「名誉会員」に。

## 歴代会長・事務局長
| 代 | 会長                 | 事務局長 |
| -- | -------------------- | -------- |
| -  | -                    | 半村良   |
| -  | -                    | 大伴昌司 |
| -  | -                    | 高齋正   |
| 1  | 星新一 (1976～1977)  | 高齋正   |
| 2  | 矢野徹(1978～1979)   | 眉村卓   |
| 3  | 小松左京(1980～1983) | 筒井康隆 |
| 4  | 筒井康隆(1984～1985) | 豊田有恒 |
| 5  | 豊田有恒(1986～1987) | 田中光二 |
| 6  | 田中光二(1988～1991) | 川又千秋 |
| 6  | 田中光二(1988～1991) | 山田正紀 |
| 6  | 田中光二(1988～1991) | 横田順彌 |

| 代 | 会長                  | 事務局長          |
| -- | --------------------- | ----------------- |
| 7  | 川又千秋(1992～1993)  | 高千穂遙          |
| 8  | 夢枕獏(1994～1995)    | 森下一仁          |
| 9  | 永井豪(1996～1999)    | 高千穂遙          |
| 10 | 大原まり子(1999/09～) | 斉藤英一朗        |
| 11 | 神林長平(2001/09～)   | 嶋田洋一          |
| 12 | 山田正紀(2003/09～)   | 武田康廣          |
| 13 | 谷甲州(2005/09～)     | 東野司            |
| 14 | 高千穂遙(2007/10～)   | 久美沙織          |
| 15 | 新井素子(2009/10～)   | 井上雅彦          |
| 16 | 瀬名秀明(2011/10～)   | 増田まもる        |
| 17 | 東野司(2013/03～)     | 北原尚彦→森岡浩之 |
| 18 | 藤井太洋(2015/09～)   | 森岡浩之→YOUCHAN  |
| 19 | 林譲治(2018/09～)     | 鬼嶋清美          |
| 20 | 池澤春菜(2020/09～)   | 榎木洋子          |
| 21 | 大澤博隆(2022/09～)   | 揚羽はな          |
| 22 | 井上雅彦(2024/09～)   | 日高真紅          |

- 括弧内は在任期間

## 入会資格
設立当初は親睦団体という性格が強く、新規入会は全会一致で承認された場合のみという会則が設けられていた。そのため、後に会員となった荒俣宏は当初入りたくても入れなかったという。現会員の高野史緒についても、２回の入会拒否があったという。
山田正紀会長時代の2005年に会則が改定され、3名以上の会員の推薦が有る場合に推薦文が事務局通信に掲載され、そこで異議申立てがなければ総会に諮られ、総会参加者の2/3以上の賛成で入会が認められる、という形になった。また日本SF大賞受賞者には推薦不要で、いきなり総会で入会の可否が諮られる権利が与えられる。ただ入会資格については、長年の運営の間に「プロとして一冊以上の単独著書がある」などの不文律が作られており、その経緯についても過去の議事録等が十分に整備されていないことから不透明な部分があったという。
2017年の一般社団法人化に伴い定款が整備され、定款第6条において「原則として会員3名の推薦を受け（ただし日本SF大賞等の受賞者については会長による推薦でこれに代える）、会員からの意見を公募した上で、理事会において入会の可否を決定する」旨が定められた。

## エピソード
酔っ払うと珍妙な言動をする星新一により、入会資格に「死んだ人はダメ」「宇宙人はダメ」「馬はダメ」「星新一（178cm）より背の高い人はダメ」「筒井康隆よりハンサムな人（定義不明）はダメ」「小松左京（自称85kg）より重い人はダメ」などの珍妙な条文が盛り込まれた。この身長の不文律は田中光二（190cm）が入会した際、星は例のジョークで足を詰めたら入会を認めてやるとのたまわったが、無事入会を認められ不文律は形骸化した。この不文律が形骸化したためのちの鏡明など「大型作家」の入会に道を開くことになる。
まだ、商業用原子炉が1基も稼働していない時代に、研究炉JRR3という原子炉を見学している。その時なんと原子炉格納容器の中まで入れてもらえた。筒井康隆は鉛煉瓦を持ち上げた。
小松左京にとってSF作家クラブは、SFを語り合ったり、バカ話のできる仲間に会える場であり楽しくて仕方がなかった。特に星の存在は大きく、世の中にこんなおかしな人がいるのかと思った。当時、64年に東海道新幹線が開通するまで、大阪から東京に出てくるのは夜行で13時間かかったが、それでも集まりに参加したのは、星に会いたかったからだった。
2019年ごろ以降、落語家、科学技術研究者、音楽家、デザイナー、ゲーム作家、架空戦記作家、漫画家、Web上でのSF小説愛好家など、従来の「SF作家」の枠に収まらない会員の入会が増えている傾向にある。

## 主な入会拒否者・退会者
柴野拓美
クラブ発足時、同人誌『宇宙塵』を主宰しており、『SFマガジン』とともに当時の日本SFを牽引していたが、上述のような福島正実の意図により外されていた。福島が死去した翌年の1977年に日本SF作家クラブが「宇宙塵創刊20周年を祝う会」を主催して功績を称え、後に柴野は入会している。
山野浩一
日本のニュー・ウェーブSF運動を先導していたが思想の違いから再三の誘いを拒んだ。のち2007年の世界SF大会の「speculative japan」パネルに出席し、翻訳家増田まもるが創設したサイト「speculative japan」の理念に賛同したことから、2008年1月に入会した。
川村哲郎、斎藤守弘
創設時の会員だが、後に名簿から名前が消えた。
荒巻義雄
外部からSFの評論をしたいとして1985年から退会していたことがあった。
眉村卓
1992年から2008年まで退会していたことがあったという。
平井和正
1993年ごろに退会し、そのまま2015年死去。同年第35回日本SF大賞功績賞を受賞。
若桜木虔
1997年ごろ推薦を受けたが、入会を拒否された。
野尻抱介
SFファンが選ぶ星雲賞の常連作家であるが、2011年10月にツイッター上で「何年か前の日本SF大賞があまりにくだらなかったので、私はSF作家クラブを退会した」と発言、同時にその年の日本SF大賞の最終選考に『魔法少女まどか☆マギカ』が残った事も批判している。なお、同じく星雲賞の常連である笹本祐一も日本SF作家クラブ会員ではない。
瀬名秀明
2011年10月から16代会長だったが、2年の任期途中の2013年3月1日、日本SF作家クラブ会長職を辞任し、同時に日本SF作家クラブを退会した。在任中にはSF作家クラブは「沈没」の運命にあると発言、また後には日本のSFコミュニティに「いじめ」や「嫌がらせ」があり、自らの推薦による賞の受賞者がその被害にあう可能性があると発言した。
柾悟郎、古川日出男、森見登美彦、円城塔、月村了衛、酉島伝法、小田雅久仁
日本SF大賞受賞者だが、入会していない。なお、柾の妻である松尾由美も会員ではない。
山尾悠子
2019年の第39回日本SF大賞の受賞時のコメントで、かつて入会していたと語っている。2020年9月時点の会員名簿には名前がない。
大森望
2014年4月に日本SF大賞特別賞を受賞、その結果無推薦入会動議がクラブ総会にかけられたが、1/3以上の反対票により入会が認められなかった。これによりクラブ選考による賞は与えられたが入会を拒否されたという立場となった。大森は1992年にも同様に入会が却下されており、これらの経緯はすべて小谷真理および巽孝之との確執が原因とされた。さらに、このような事が起こる一方で声優の池澤春菜を「ファン代表」のような形で入会させているのはおかしいという主張をするものもいた（なお実際には、池澤は2009年以降本の雑誌やSFマガジンに書評エッセイ連載を持つ文筆家であり、会則通りの通常の手続きを経て入会している。また、入会した2014年の1月には単独著書として書評集を出版していた。2020年9月より会長に就任した）。これらの過程で「排他的体質」(東浩紀)、「サークルの雰囲気優先」(我孫子武丸)などと批判が続出し、牧野修・菅浩江・図子慧・福田和代・小川一水・我孫子武丸・倉阪鬼一郎・森下一仁らが一斉退会するという事態に発展した。（退会者のうち、牧野修は、2016年に『月世界小説』で第35回日本SF大賞・特別賞受賞。小川一水は2020年に『天冥の標』シリーズで第40回日本SF大賞を受賞し、2021年1月に再入会。菅浩江は2021年に『歓喜の歌 博物館惑星III』で第41回日本SF大賞を受賞。）さらに、この事件の前後に、山田正紀、堀晃、東浩紀、笠井潔、横田順彌、神林長平、上田早夕里、田中啓文、北原尚彦、山本弘、とり・みき、安彦良和、會津信吾らも退会していた（このうち山田・神林は元会長。横田は退会したまま2019年に死去した。山本も退会したまま2024年に死去した）。
大森は、2020年、第40回日本SF大賞において、日下三蔵と共編の『年刊日本SF傑作選』により、再度、特別賞を受賞。その後2021年1月15日の理事会でついに入会が承認された。脱退していた森下一仁、山田正紀、北原尚彦も2021年4月に再入会した。上田早夕里も2023年4月に再入会した。

## 「日本SF作家クラブ」名義の書籍
- 『2001』 日本SF作家クラブ編, 早川書房 2000
- 『SF入門』 日本SF作家クラブ編, 早川書房 2001
- 『日本SF作家クラブ40年史: 日本SF作家クラブ40周年記念誌: 1963～2003』 日本SF作家クラブ, 2007
- 『世界のSFがやって来た!!: ニッポンコン・ファイル2007: 第65回ワールドコン/第46回日本SF大会Nippon 2007』 日本SF作家クラブ編, 小松左京監修, 角川春樹事務所 2008
- 『日本SF短篇50: 日本SF作家クラブ創立50周年記念アンソロジー』全5巻 日本SF作家クラブ編, 早川書房 2013.2～10 (ハヤカワ文庫 JA)
  - 編集担当は、北原尚彦、星敬、山岸真、日下三蔵
- 『SF JACK』 日本SF作家クラブ編, 角川書店 2013.3　のち文庫
- 『未来力養成教室』 日本SF作家クラブ編, 岩波書店 2013 (岩波ジュニア新書)
- 『国際SFシンポジウム全記録: 冷戦以後から3・11 以後へ』日本SF作家クラブ編, 巽孝之監修、彩流社 2015
- 『あしたは戦争: 巨匠たちの想像力[戦時体制]』日本SF作家クラブ企画協力 ちくま文庫 2016.1
- 『暴走する正義: 巨匠たちの想像力[管理社会]』日本SF作家クラブ企画協力 ちくま文庫 2016.2
- 『たそがれゆく未来: 巨匠たちの想像力[文明崩壊]』日本SF作家クラブ企画協力 ちくま文庫　2016.3
- 『ポストコロナのSF』日本SF作家クラブ編,ハヤカワ文庫JA  2021
- 『2084年のSF』日本SF作家クラブ編,ハヤカワ文庫JA 2022
- 『AIとSF』日本SF作家クラブ編,ハヤカワ文庫JA 2023
- 『少女小説とSF』日本SF作家クラブ編, 星海社FICTIONS 2024/3
- 『SF作家はこう考える 創作世界の最前線をたずねて』日本SF作家クラブ(編集),宮本道人(著),近藤銀河(著),大森望(著),門田充宏(著) Kaguya Books 2024/4
- 『地球へのSF』日本SF作家クラブ編 ハヤカワ文庫JA 2024/5
- 『AIとSF2』日本SF作家クラブ編,ハヤカワ文庫JA 2024/11
- 『恐怖とSF』日本SF作家クラブ編,ハヤカワ文庫JA 2025/9